# Động đất ngoài khơi Miyagi 2011
Động đất ngoài khơi Miyagi 2011 (2011年宮城県沖地震 2011-Nen Miyagi-ken-oki jishin) là trận động đất xảy ra vào lúc 23:32 (theo giờ địa phương), ngày 7 tháng 4 năm 2011. Trận động đất có cường độ địa chấn 7.2 richter (theo JMA), tâm chấn nằm ngoài khơi tỉnh Miyagi, cách thành phố Sendai khoảng 66 km. Cục Khí tượng Nhật Bản đã phát cảnh báo sóng thần tại bờ biển thuộc vùng Tōhoku và tỉnh Ibaraki. Tuy nhiên, cảnh báo sóng thần đã gỡ bỏ sau đó. Trận động đất trên là dư chấn mạnh của Động đất và sóng thần Tōhoku 2011.
Hậu quả trận động đất đã làm 4 người chết, 141 người bị thương. Hơn 3 triệu hộ gia đình bị mất điện, một số nhà máy điện hạt nhân gặp trục trặc nhỏ.